# Wizantijskij wriemiennik
Wizantijskij Wriemiennik – rosyjskie czasopismo bizantynologiczne o charakterze międzynarodowym. Ukazuje się od 1894  (z przerwami) w Moskwie. Rocznik składa się z czterech działów: artykuły, komunikaty, recenzje i kronika.